# 우치다 마사노부
우치다 마사노부(内田正信)는 에도 시대 전기의 하타모토, 다이묘이다. 시모사 오미가와 번주, 시모쓰케 가누마 번 초대 번주를 지냈다. 오미가와 번 우치다가(小見川藩内田家) 시조.
| 전임 사쿠라번령(안도 시게노부) | 오미가와 번 번주 (우치다가) 1639년 ~ 1649년 | 후임 막부령 등(우치다 마사치카) |

| 전임 구쓰키 다네쓰나 | 제1대 가누마 번 번주 (우치다가) 1649년 ~ 1651년 | 후임 우치다 마사모로 |